# كارلوس هويوس
كارلوس هويوس (بالإسبانية: Carlos Mario Hoyos)‏ هو لاعب كرة قدم كولومبي، ولد في 28 فبراير 1962 في ميديلين في كولومبيا. شارك مع منتخب كولومبيا لكرة القدم. أما مع النوادي، فقد لعب مع أتلتيكو جونيور وأمريكا دي كالي وديبورتيس كوينديو وديبورتيفو كالي.

## وصلات خارجية
- كارلوس هويوس على موقع الاتحاد الدولي (مؤرشف)  (الإنجليزية)
- كارلوس هويوس على موقع قاعدة بيانات كرة القدم.إي يو (الإنجليزية)
- كارلوس هويوس على موقع ناشيونال فوتبول تيمز (الإنجليزية)